# Каневцев Данило Дмитрович
Данило Дмитрович Каневцев (нар. 26 липня 1996, Харків, Україна) — український футболіст, воротар футбольного клубу «Буковина». Колишній гравець молодіжної збірної України.

## Клубна кар'єра
Вихованець академії харківського «Металіста». Із 2009 по 2012 рік провів 59 матчів у чемпіонаті ДЮФЛ. 1 серпня 2012 дебютував за юніорську (U-19) команду харків'ян у грі проти запорізького «Металурга», а за молодіжну (U-21) команду вперше зіграв 5 квітня 2013 року в поєдинку з луцькою «Волинню», замінивши за рахунку 0:3 Артура Денчука.
6 березня 2016 року вперше зіграв у Прем'єр-лізі, вийшовши в домашній грі з «Волинню» у стартовому складі. У тому матчі в харків'ян було три дебютанти: крім Каневцева на поле виходили Максим Третьяков, який відзначився гольовою передачею, і півзахисник Андрій Ралюченко. У дебютній грі 19-річний воротар відстояв «насухо».
У сезоні 2016/17 Каневцев виступав за «Чорноморець», зігравши 8 ігор у Прем'єр-лізі.
У серпні 2017 року підписав контракт з друголіговим харківським «Металіст 1925», а у січні 2018 року повернувся до Прем'єр-ліги, перейшовши до полтавської «Ворскли», втім за основну команду так і не дебютував, провівши 11 матчів за молодіжну команду. 
В результаті цього влітку 2018 року Данило був відданий назад в оренду в «Металіст 1925», що виступав уже в Першій лізі. Там молодий воротар став основним гравцем, зігравши у 20 іграх, але не допоміг команді вийти до вищого дивізіону.
Перед сезоном 2019/20 Каневцев повернувся до «Ворскли» та дебютував за неї в матчі Прем'єр-ліги проти київського «Динамо» (0:5). Пропустивши на початку матчу один гол від Віктора Циганкова, на 28 хвилині Данило отримав травму і був замінений на Олександра Ткаченка.
У серпні 2020 року перейшов до харківського «Металу», який у червні наступного року було перейменовано на «Металіст». Дебютував за клуб у матчі 1/64 фіналу Кубку України проти «ВПК-Агро». У дебютному сезоні разом із командою завоював чемпіонство Другої ліги України. Наступного сезону виступав у ролі основного голкіпера у національному кубку, де його команда крок за кроком успішно проходила у наступні раунди, вибиваючи з турніру клуби УПЛ.
Після початку повномасштабного російського вторгнення в Україну, у квітні 2022 року перейшов до клубу чемпіонату Грузії «Діла» (Горі). У складі якого виступав протягом сезону та провів 30 офіційних матчів у всіх турнірах. За цей період вперше у кар'єрі дебютував у єврокубкових змаганнях (Ліга конференцій УЄФА 2022—2023), а також разом із командою виграв бронзові нагороди чемпіонату країни.
У лютому 2024 року підписав контракт із першоліговим футбольним клубом «Буковина».

## Кар'єра в збірній
У юнацькій збірній України до 17 років Каневцев зіграв один матч 24 січня 2013 року в міжнародному турнірі на призи Білоруської федерації футболу проти однолітків з Росії (0:1).
У 2017—2018 роках провів 5 матчів за молодіжну збірну України, два з них у невдалому відборі на молодіжне Євро-2019 року.

## Досягнення
- Бронзовий призер Чемпіонату Грузії: 2022
- Золотий призер Другої ліги України: 2020/21

## Статистика
Станом на 1 грудня 2024 року
| Турніри               | Матчі | Пропущено м'ячів | В сер. за матч | «На нуль» |
| --------------------- | ----- | ---------------- | -------------- | --------- |
| Україна               |       |                  |                |           |
| Прем'єр-ліга          | 11    | −12              | 1,09           | «3»       |
| Кубок                 | 8     | −5               | 0,62           | «5»       |
| Перша ліга            | 33    | −22              | 0,66           | «15»      |
| Друга ліга            | 21    | −7               | 0,33           | «14»      |
| Прем'єр-ліга (U-21)   | 67    | −79              | 1,18           | «17»      |
| Прем'єр-ліга (U-19)   | 30    | −34              | 1,1            | «12»      |
| Всього                | 170   | −159             | 0,93           | «66»      |
| Грузія                |       |                  |                |           |
| Вища ліга             | 26    | −27              | 1,04           | «11»      |
| Кубок                 | 2     | −2               | 1              | «0»       |
| Всього                | 28    | −29              | 1,04           | «11»      |
| Єврокубки             |       |                  |                |           |
| Ліга конференцій УЄФА | 2     | −2               | 1              | «1»       |
| Всього                | 2     | −2               | 1              | «1»       |
| Всього за кар'єру     | 200   | −190             | 0,95           | «78»      |